# Психопневмоне

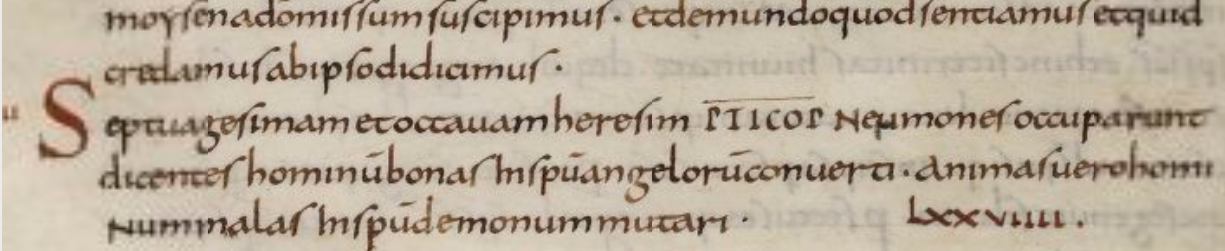
«Praedestinatus». Глава LXXVIII. Психопневмоне. Рукопись IX века. Национальная библиотека Франции

Психопневмо́не (лат. psychopneumones от др.-греч. ψῡχή — «душа» + др.-греч. πνεῦμα — «дух, дыхание, жизнь») — еретики конца IV — начала V века, описанные Августином в книге «De Haeresibus ad Quodvultdeum Liber Unus», у него  это 78 ересь. У Августина эти еретики без названия; название этой ереси, употреблено безымянным автором трактата «Предестинат» (лат. «Praedestinatus»). Психопневмоне создали учение, согласно которому, после смерти души праведников становятся ангелами, а души злодеев становятся демонами. О численности психопневмонов Августин и автор «Предестината» ничего не сообщают.